# Condado de Comanche (Oklahoma)

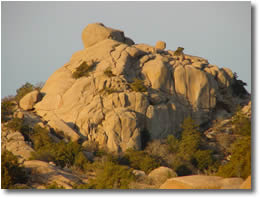
Formación granítica en las Montañas de Wichita.

El condado de Comanche (en inglés: Comanche County), fundado en 1907, es un condado del estado estadounidense de Oklahoma. En el año 2000 tenía una población de 114.996 habitantes con una densidad de población de 42 personas por km². La sede del condado es Lawton.

## Geografía
Según la oficina del censo el condado tiene una superficie total de 2808 km² (1084,2 mi²), de los que 2759 km² (1065,3 mi²) son tierra y 36 km² (13,9 mi²) (1,34%) son agua.

### Condados adyacentes
- Condado de Caddo - norte
- Condado de Grady - noreste
- Condado de Stephens - sureste
- Condado de Cotton - sur
- Condado de Tillman - suroeste
- Condado de Kiowa - oeste

### Principales carreteras y autopistas
| - Interestatal 44 - U.S. Autopista 62 - U.S. Autopista 277 - U.S. Autopista 281 | - Autopista estatal 7 - Autopista estatal 17 - Autopista estatal 36 - Autopista estatal 49 - Autopista estatal 58 - Autopista estatal 65 |

### Espacios protegidos
En este condado se encuentra el refugio para la vida salvaje de las Montañas de Wichita que es de los primeros espacios protegidos como Wildlife Refuge en Estados Unidos. Dispone de una geología particular y preserva varios hábitats.

## Demografía
Según el censo del 2000 la renta per cápita media de los habitantes del condado era de 33.867 dólares y el ingreso medio de una familia era de 39.214 dólares. En el año 2000 los hombres tenían unos ingresos anuales 28.712 dólares frente a los 22.084 dólares que percibían las mujeres. El ingreso por habitante era de 15.728 dólares y alrededor de un 15,60% de la población estaba bajo el umbral de pobreza nacional.

## Ciudades y pueblos
- Cache
- Chattanooga
- Elgin
- Faxon
- Fletcher
- Geronimo
- Indiahoma
- Lawton
- Medicine Park
- Sterling